# Dave Gagner
David R. Gagner (* 11. Dezember 1964 in Chatham-Kent, Ontario) ist ein ehemaliger kanadischer Eishockeyspieler und jetziger -trainer, der in seiner aktiven Zeit von 1981 bis 1999 unter anderem für die New York Rangers, Minnesota North Stars, Dallas Stars, Toronto Maple Leafs, Calgary Flames, Florida Panthers und Vancouver Canucks in der National Hockey League gespielt hat. Sein Sohn Sam ist ebenfalls ein professioneller Eishockeyspieler.

## Karriere
Dave Gagner begann seine Karriere als Eishockeyspieler bei den Brantford Alexanders, für die er von 1981 bis 1984 in der kanadischen Juniorenliga Ontario Hockey League aktiv war. In diesem Zeitraum wurde er im NHL Entry Draft 1983 in der ersten Runde als insgesamt zwölfter Spieler von den New York Rangers ausgewählt. Einen Großteil der Saison 1983/84 verpasste der Angreifer, da er sich mit dem Team Canada auf die Olympischen Winterspiele 1984 in Sarajevo vorbereitete. Bei den New York Rangers konnte sich der Linksschütze in den drei Jahren von 1984 bis 1987 nicht vollständig durchsetzen, so dass er sehr häufig für deren Farmteam aus der American Hockey League, die New Haven Nighthawks, spielte. 
Am 8. Oktober 1987 wurde Gagner zusammen mit Jay Caufield im Tausch für Jari Gronstrand und Paul Boutilier an die Minnesota North Stars abgegeben. Mit diesen scheiterte er in der Saison 1990/91 erst im Playoff-Finale um den Stanley Cup an den Pittsburgh Penguins. Dem Franchise blieb der Kanadier auch nach dessen Umsiedlung nach Dallas 1993 für weitere drei Jahre treu. Die aufgrund des Lockout verkürzte Saison 1994/95 begann er beim HC Courmaosta in der italienischen Serie A1 und beendete sie bei den Dallas Stars in der NHL. Am 29. Januar 1996 transferierten die Verantwortlichen der Dallas Stars den ehemaligen Nationalspieler zusammen mit einem Sechstrundenwahlrecht für den NHL Entry Draft 1996 im Tausch für Benoît Hogue und Randy Wood zu den Toronto Maple Leafs. Für die Kanadier erzielte er bis Saisonende in 34 Spielen sieben Tore und gab weitere 17 Vorlagen. 
Bis zu seinem Karriereende 1999 im Alter von 34 Jahren stand Gagner jeweils kurzfristig bei den NHL-Clubs Calgary Flames, Florida Panthers und Vancouver Canucks unter Vertrag. Anlässlich des Heroes of Hockey Game, welches im Rahmen des NHL All-Star Games stattfand, schnürte er 2001 noch einmal die Schlittschuhe. Von 2006 bis 2008 war der Olympiateilnehmer von 1984 zwei Spielzeiten lang als Assistenztrainer bei den London Knights aus der OHL tätig. Seit Juni 2008 arbeitet er als Director of Player Development bei seinem Ex-Club Vancouver Canucks in der NHL.

### International
Für Kanada nahm Gagner an der Junioren-Weltmeisterschaft 1984 sowie der Weltmeisterschaft 1993 teil. Des Weiteren stand er im Aufgebot Kanadas bei den Olympischen Winterspielen 1984 in Sarajevo.

## Erfolge und Auszeichnungen
- 1983 Bobby Smith Trophy
- 1983 OHL Second All-Star Team
- 1991 NHL All-Star Game
- 2001 Heroes of Hockey Game